# Morris Swadesh
Morris Swadesh (22 tháng 1 năm 1909 – 20 tháng 7 năm 1967) là một nhà ngôn ngữ học người Mỹ chuyên về ngôn ngữ học so sánh và ngôn ngữ học lịch sử.
Swadesh ra đời ở Massachusetts với cha mẹ là người Do Thái Bessarabia. Ông lấy bằng tú tài ở Đại học Chicago, từng theo học Edward Sapir, rồi theo Sapir tới Đại học Yale nơi ông lấy bằng tiến sĩ năm 1933. Swadesh dạy học ở Đại học Wisconsin–Madison từ 1937 đến 1939, và rồi trong Chiến trang Thế giới thứ II làm việc trong những dự án của Lục quân Hoa Kỳ và Sở Dịch vụ Chiến lược. Ông trở thành giáo sư tại City College of New York sau khi thế chiến kết thúc, nhưng bị sa thải năm 1949 do là thành viên của Đảng Cộng sản. Ông dành phần lớn cuộc đời còn lại để dạy học tại México và Canada.
Swadesh có một mối quan tâm đặc biệt với các ngôn ngữ bản địa châu Mỹ. Ông là một người tiên phong cho ngữ thời học (glottochronology) và từ vựng thống kê (lexicostatistics), và có lẽ được biết đến nhiều hơn cả nhờ danh sách Swadesh, một tập hợp những ý tưởng cơ bản được cho là hiện diện khắp các ngôn ngữ/văn hóa và do đó đáng tin cậy khi so sánh ngôn ngữ. Swadesh tin rằng những điều này có thể cho thấy mối quan hệ ẩn sâu ở những ngôn ngữ mà có vẻ là chẳng liên quan, và nhờ vậy có thể giúp xác định các liên ngữ hệ hay thậm chí một ngôn ngữ "nhân loại nguyên thủy". Nhiều ý tưởng của ông gây nên sự bất đồng và một số đã bị các nhà ngôn ngữ theo sau phản đối.